# Olympische Winterspiele 2002/Teilnehmer (Neuseeland)
| Gelbes Symbol für Goldmedaillen mit stilisierten Olympischen Ringen | Graues Symbol für Silbermedaillen mit stilisierten Olympischen Ringen | Braundes Symbol für Bronzemedaillen mit stilisierten Olympischen Ringen |
| ------------------------------------------------------------------- | --------------------------------------------------------------------- | ----------------------------------------------------------------------- |
| —                                                                   | —                                                                     | —                                                                       |

Neuseeland nahm an den Olympischen Winterspielen 2002 in Salt Lake City mit 10 Sportlern teil.

## Medaillengewinner
keine

## Teilnehmer nach Sportarten

### Ski Alpin
Männer
- Jesse Teat
Riesenslalom: Platz 50
Slalom: DNF

- Todd Haywood
Riesenslalom: Platz 51
Slalom: DNF

Frauen
- Claudia Riegler
Slalom: Platz 11

### Bob
- Mark Edmond, Alan Henderson
Zweisitzer: Platz 27

- Alan Henderson, Steve Harrison, Angus Ross, Mark Edmond
Viersitzer: DNF

### Rennrodeln
- Angie Paul
Einsitzer: Platz 23

### Shorttrack
- Mark Jackson
500 Meter: Vorrunde
1000 Meter: Vorrunde
1500 Meter: Vorrunde

### Skeleton
- Liz Couch
Platz 11